# 6333 Еленжак
6333 Еленжак (6333 Helenejacq) — астероїд головного поясу, відкритий 3 червня 1992 року.
Тіссеранів параметр щодо Юпітера — 3,682.